# Jan van Beers
Jean Marie Joseph Constantin van Beers, conegut com a Jan van Beers   (Lier, 27 de març de 1852 - Loiret, 17 de novembre de 1927), fou un pintor belga.

## Biografia
Fill del poeta Jan Van Beers, va estudiar a l'Acadèmia de Belles Arts d'Anvers, abans d'instal·lar-se a París el 1878 on va treballar en l'estudi d'Alfred Stevens. Poc després, es va convertir en el líder d'un grup de joves artistes, la «camarilla Van Beers». Aquest grup incloïa els artistes Piet Verhaert (1852-1908), Alexander Struys (1852-1941), i Jef Lambeaux (1852-1908). Eren ben coneguts per la seva conducta excèntrica, incloent les caminades al voltant d'Anvers vestits amb vestits històrics.
Van Beers va començar la seva carrera com a pintor d'història, amb una producció d'obres relacionades amb el Renaixement. Entre elles hi ha el Funeral de Carles el Bó, que era de tan gran de mida i tenia tantes figures que Van Beers va comentar que només havia recuperat els costs de producció, malgrat vendre'l per 12.000 francs.
L'any 1881 es va aixecar un escàndol al Saló de Brussel·les on havia exposat dues pintures. Va ser acusat, d'haver pintat el seu quadre Le yacht La Sirène sobre una fotografia. Van Beers va proposar aleshores de demanar l'esquema d'anàlisi a uns experts. Aquests, després de la pertinent investigació, van declarar que no hi havia cap fotografia sota la pintura. També es va dedicar a realitzar il·lustracions per a diverses revistes, com a, per exemple, La revue illustrée, i també l'any 1884, va fer els esbossos a ploma i tinta per a l'edició de luxe de la poesia del seu pare.

## Obres en museus
- París, Museu del Petit Palais.

- El funeral de Carles I de Flandes, comte de Flandes, celebrat a Bruges el 2 d'abril de 1127
- Rouen, Museu de Bellas Artes.

- Una parisenca.
- Arràs, Museu de Bellas Artes.

- Un mosqueter, (1874).

## Galeria

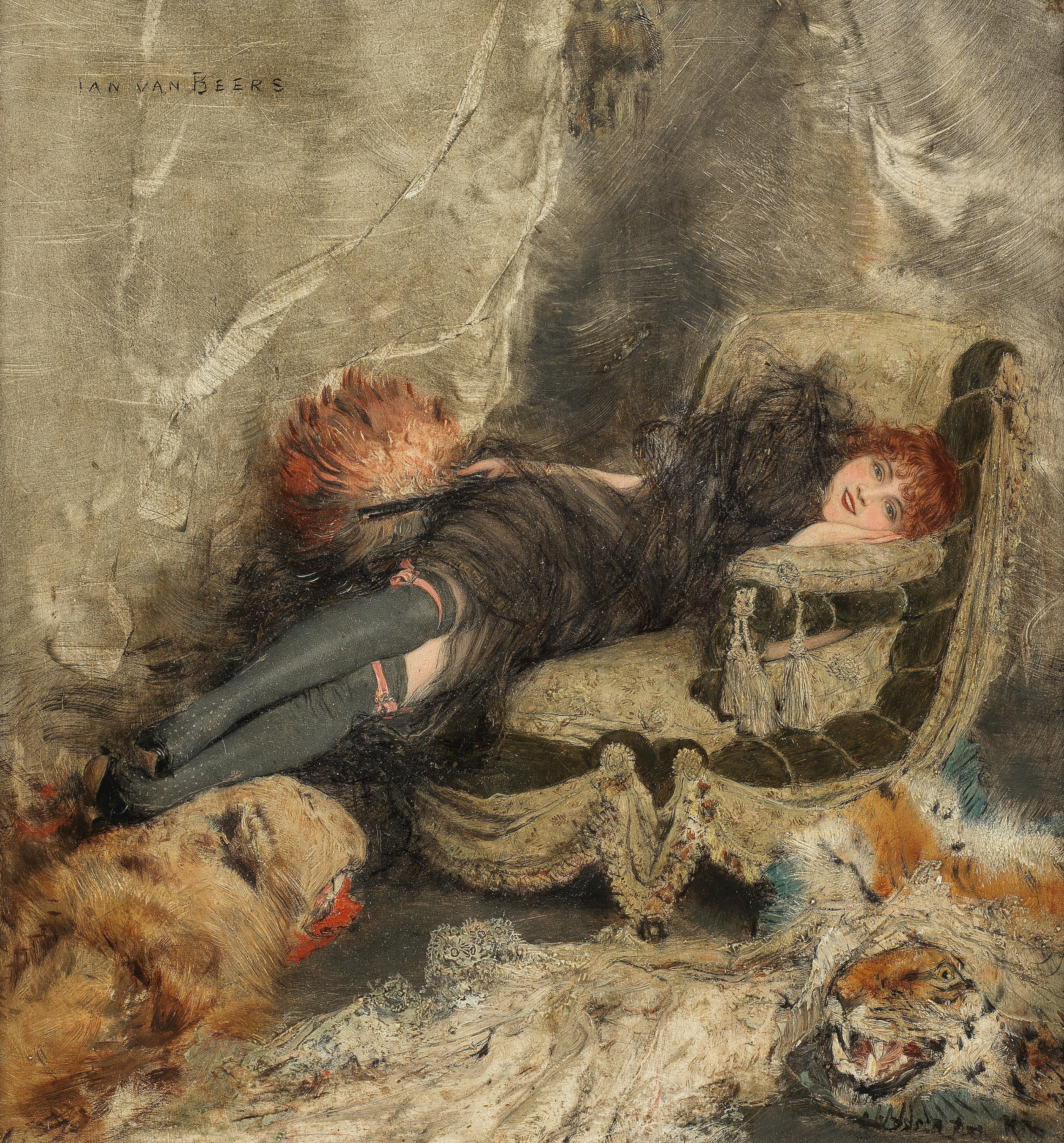
La cortesana
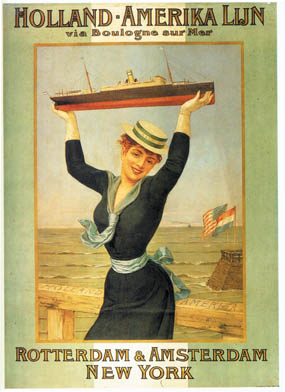
Línea Holanda-América
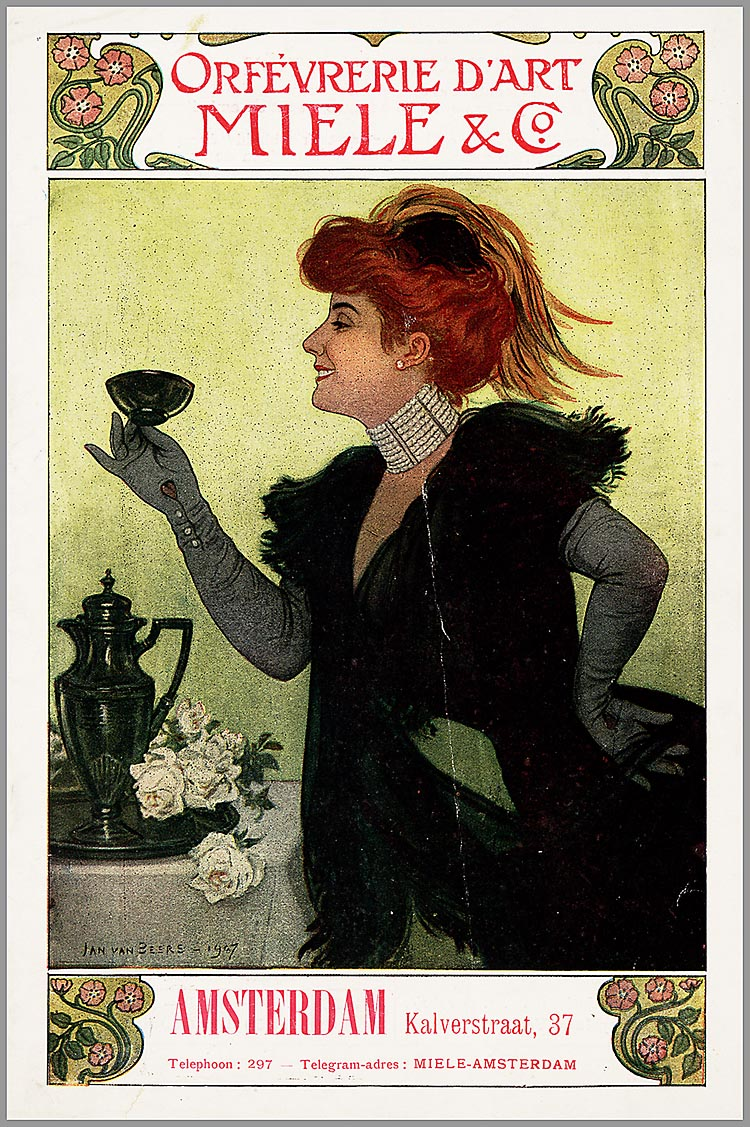
Orfebreria d'art Miele & Co.
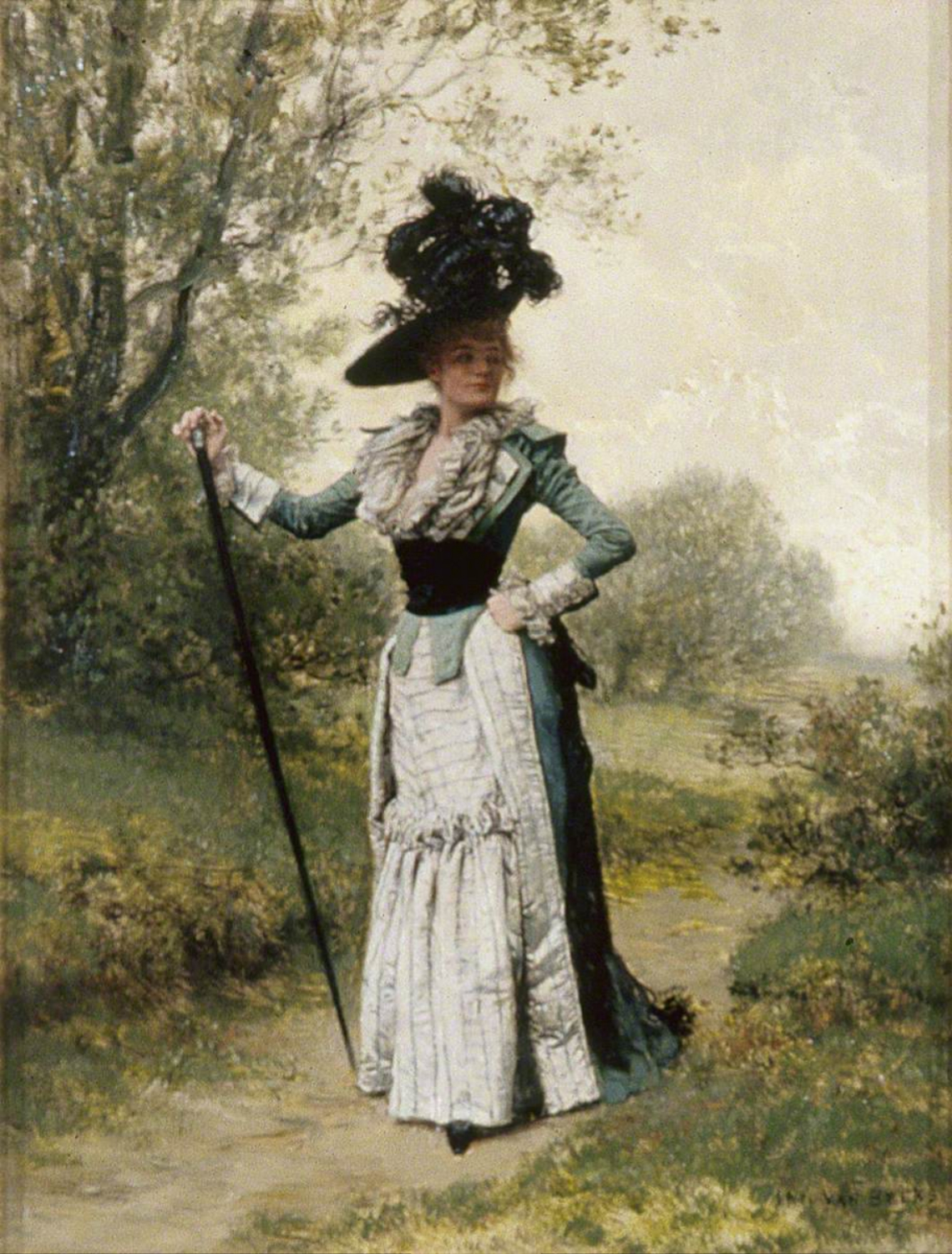
Dama de la junta de Direcció
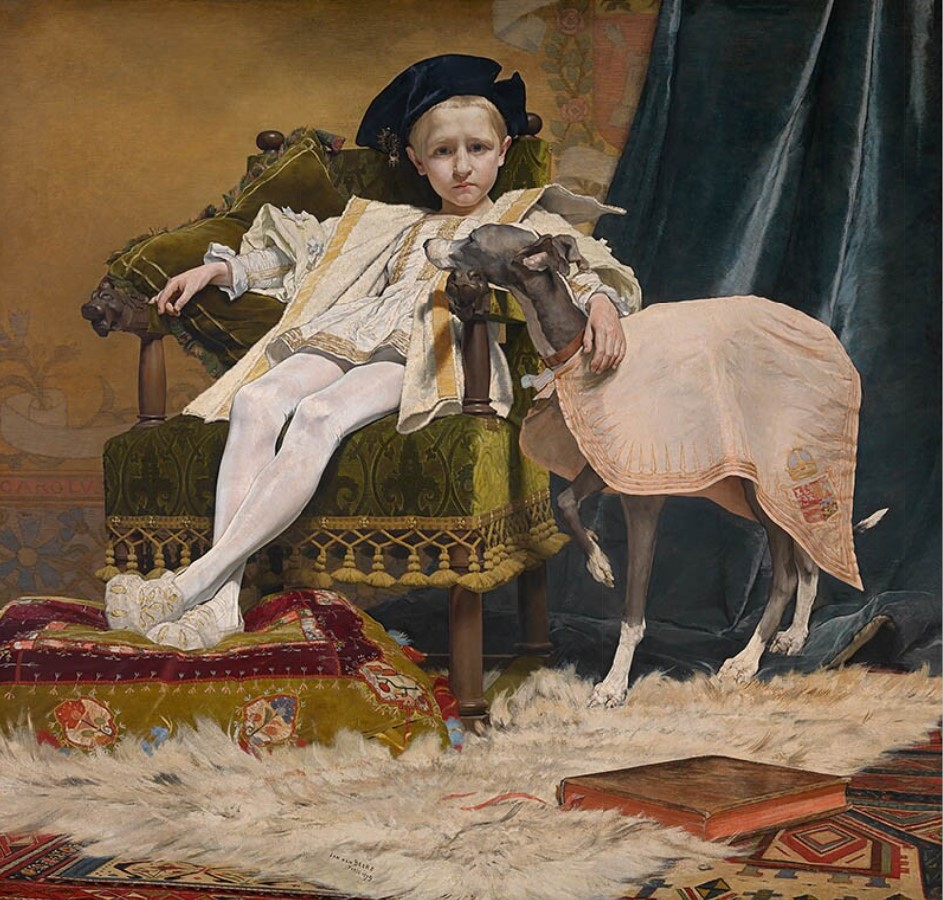
El Kàiser Carles V d'infant
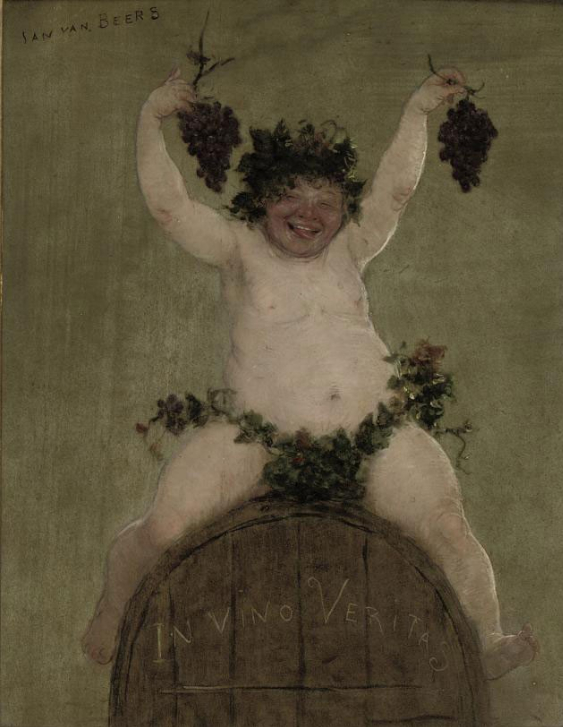
In Vino Veritas
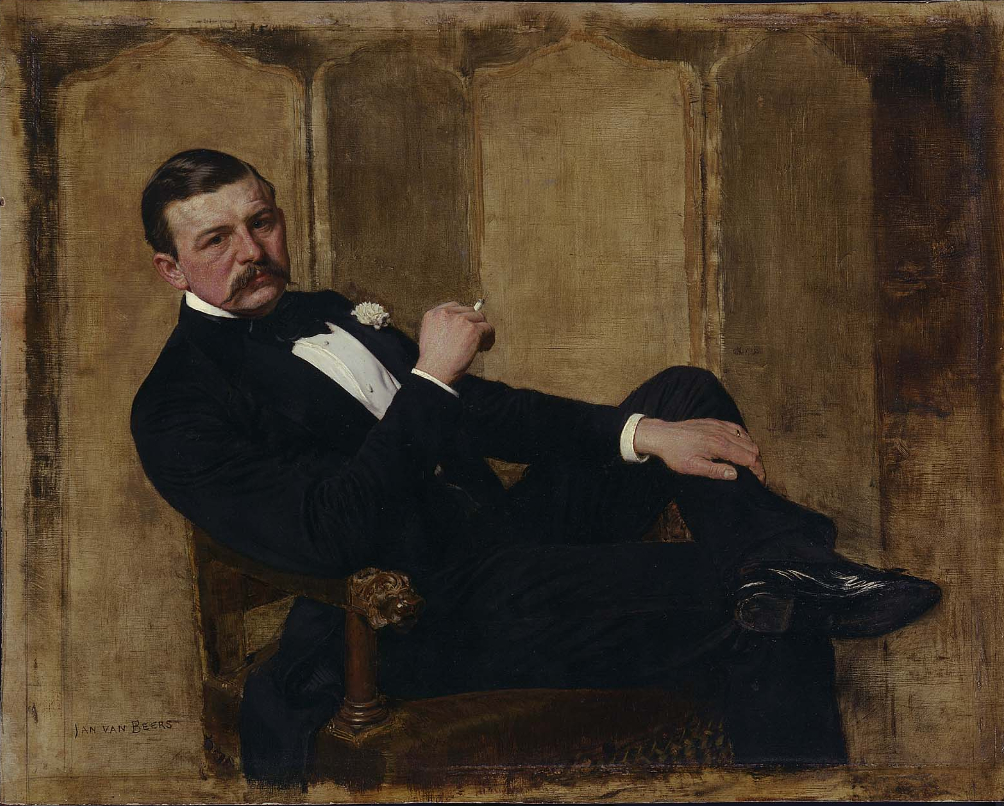
Retrat d'un home